# Ester Postiglione
Ester Postiglione (Ponte dell'Olio, 30 giugno 1992) è una calciatrice italiana, centrocampista della Riozzese.

## Palmarès
- Campionato italiano di Serie B: 1

Como 2000: 2015-2016
- Coppa Italia Serie C: 1

Riozzese: 2018-2019